# Troviscoso
Troviscoso é uma povoação portuguesa do Município de Monção que foi sede da extinta Freguesia de Troviscoso, freguesia que tinha 5,37 km² de área e 1 066 habitantes (2011), tendo, por isso, uma densidade populacional de 198,5 h/km².
A Freguesia de Troviscoso foi extinta (agregada) pela reorganização administrativa de 2012/2013, tendo o seu território sido agregado ao da Freguesia de Monção para criar a União de Freguesias de Monção e Troviscoso.

## População
| População da freguesia de Troviscoso | População da freguesia de Troviscoso | População da freguesia de Troviscoso | População da freguesia de Troviscoso | População da freguesia de Troviscoso | População da freguesia de Troviscoso | População da freguesia de Troviscoso | População da freguesia de Troviscoso | População da freguesia de Troviscoso | População da freguesia de Troviscoso | População da freguesia de Troviscoso | População da freguesia de Troviscoso | População da freguesia de Troviscoso | População da freguesia de Troviscoso | População da freguesia de Troviscoso |
| ------------------------------------ | ------------------------------------ | ------------------------------------ | ------------------------------------ | ------------------------------------ | ------------------------------------ | ------------------------------------ | ------------------------------------ | ------------------------------------ | ------------------------------------ | ------------------------------------ | ------------------------------------ | ------------------------------------ | ------------------------------------ | ------------------------------------ |
| 1864                                 | 1878                                 | 1890                                 | 1900                                 | 1911                                 | 1920                                 | 1930                                 | 1940                                 | 1950                                 | 1960                                 | 1970                                 | 1981                                 | 1991                                 | 2001                                 | 2011                                 |
| 505                                  | 620                                  | 638                                  | 699                                  | 618                                  | 699                                  | 633                                  | 723                                  | 734                                  | 924                                  | 889                                  | 873                                  | 1 073                                | 1 089                                | 1 066                                |

| Distribuição da População por Grupos Etários | Distribuição da População por Grupos Etários | Distribuição da População por Grupos Etários | Distribuição da População por Grupos Etários | Distribuição da População por Grupos Etários | Distribuição da População por Grupos Etários | Distribuição da População por Grupos Etários | Distribuição da População por Grupos Etários | Distribuição da População por Grupos Etários | Distribuição da População por Grupos Etários |
| -------------------------------------------- | -------------------------------------------- | -------------------------------------------- | -------------------------------------------- | -------------------------------------------- | -------------------------------------------- | -------------------------------------------- | -------------------------------------------- | -------------------------------------------- | -------------------------------------------- |
| Ano                                          | 0-14 Anos                                    | 15-24 Anos                                   | 25-64 Anos                                   | > 65 Anos                                    |                                              | 0-14 Anos                                    | 15-24 Anos                                   | 25-64 Anos                                   | > 65 Anos                                    |
| 2001                                         | 148                                          | 178                                          | 564                                          | 199                                          |                                              | 13,6%                                        | 16,3%                                        | 51,8%                                        | 18,3%                                        |
| 2011                                         | 120                                          | 114                                          | 578                                          | 254                                          |                                              | 11,3%                                        | 10,7%                                        | 54,2%                                        | 23,8%                                        |